# 御津電子
御津電子株式会社（みつでんし）は、岡山県岡山市北区に本社を置く、日本の機械製造会社。事業内容は、各種制御機器設計製造、各種精密プラスチック成形、各種印刷、精密機械部品加工、シーケンサー制御の各種検査設備等の製作。

## 概要
1970年に創業者の人見司郎が岡山市北区御津に会社設立。設立当初は機械部品の組立と検査を行う。1985年に岡山県瀬戸内市に牛窓工場を新設し、プラスチック成型事業に参入。2006年に御津電子有限公司を上海に設立、金型製造を開始。2008年に香川県坂出市に四国工場を新設。制御装置の開発製造、金属加工を開始する。

## 沿革
- 1970年 - 人見司郎が岡山市北区御津に創業。当初は機械部品の組立と検査を行う
- 1978年 - 岡山市北区宿へ移転。岡山工場増設
- 1983年 - 射出成型機を導入
- 1985年 - 牛窓工場操業開始、プラスチック成型事業に参入
- 1988年 - 牛窓工場に検査室を増設
- 1996年 - 優良申告法人表彰
- 1998年 - 牛窓第二工場を増設
- 2001年 - (一社）日本品質保証協会ISO9001を認証取得
- 2003年 - 優良申告法人表彰
- 2005年 - (一社）日本品質保証協会ISO14001を認証取得
- 2006年 - 御津電子有限公司を上海にて設立、金型製造を開始
- 2008年 - 四国工場操業開始、制御装置の開発製造・金属加工を開始
- 2014年 - 上海工場がオムロンの最優秀仕入賞受賞
- 2015年 - 上海工場がオムロンの最優秀仕入賞受賞
- 2017年　
  - 昆山工場　御美津電子（昆山）有限公司　設立
  - 牛窓工場がオムロンの最優秀仕入賞受賞
- 2019年
  - 外務省JAPAN SDGs Action Platformの取組事例に掲載[1]
  - セキュリティアクション宣言
- 2020年
  - 中小企業庁事業継続力強化計画において認定
  - (一社）日本品質保証協会IATF16949を昆山工場が認証取得

## メディア掲載情報
2020年10月 - ビジネス+IT｜コロナにまったく動じなかった岡山の製造会社に聞く、具体的に行った3つのコト 

## 工場・海外グループ会社
- 牛窓工場 - 岡山県瀬戸内市牛窓町牛窓北浦437-3
- 四国工場 - 香川県坂出市沖の浜1-43
- 御津電子有限公司（上海工場）- 上海市浦东新区川沙路3790号 院内
- 御美津電子（昆山工場）- 江苏省昆山市玉山镇潭淞路188号